# Locomotora elèctrica 272-006
La Locomotora elèctrica 272-006 "Cocodril", Norte 7206 és una locomotora fabricada per l'empresa Babcock & Wilcox Brown Boveri Oerlikon i que es troba conservada actualment al Museu del Ferrocarril de Catalunya, amb el número de registre 00026 d'ençà que va ingressar el 1981, com una donació de la companyia Renfe.

## Història
La primera generació de locomotores elèctriques a Espanya data de final dels anys vint del segle XX i és d'origen suís. Per les seves dimensions i prestacions, es tracta d'una locomotora mixta. Durant molts anys, la 7200 remolcà els trens de viatgers a la línia de Madrid al País Basc, electrificada a 1500 V, tot i que des de final dels seixanta començà a ésser relegada per noves locomotores.
L'aplicació de l'energia elèctrica al ferrocarril és un assumpte que ja interessava a les companyies ferroviàries des del segle xix. El seu aprofitament energètic és molt alt, és barata i molt neta, tal com es pot comprovar en veure els trens actuals. Les primeres aplicacions no resultaren satisfactòries del tot. En les dues primeres dècades del segle xx, la tracció elèctrica va evolucionar amb lentitud, essent Suïssa el país més experimentat en fabricació i ús de locomotores elèctriques. El seu estat de conservació és dolent.